# 丹毒
丹毒（英語：Erysipelas）是一种主要由A组β溶血性链球菌引起的急性真皮细菌感染而导致的炎症。

## 名稱
英語：的名稱，來自希臘語：，原意為紅皮膚。
在歐洲某些國家，丹毒又稱聖火（拉丁語：Ignis sacer）、聖安東尼之火（St. Anthony's fire）。中医稱「朱毛丹」。

## 易感人群
老人、婴幼儿、儿童易罹患此症。免疫缺陷、糖尿病、酗酒、皮肤溃疡、真菌病以及淋巴引流障碍（如乳房切除术、盆腔手术、搭桥手术後）也都会增加患病风险。

## 体征和症状

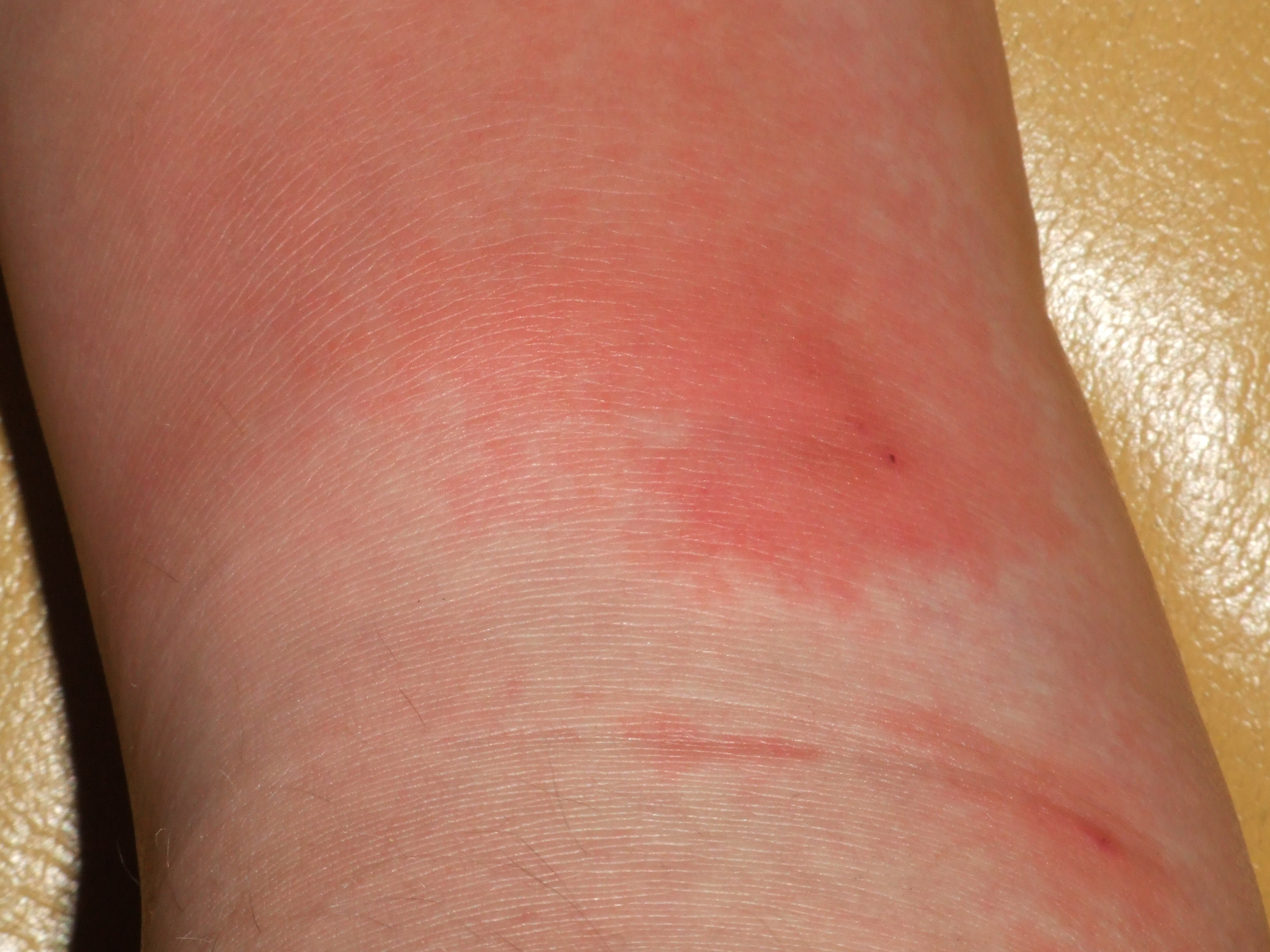
手臂上的丹毒

病人的典型症状包括高烧、颤抖、寒顫、疲倦、头痛、呕吐以及初期感染48小时内的一般病症。皮肤的红斑病变迅速地增大，红斑的边缘界限明显且凸起。红疹肿大、灼热、较硬，有疼痛感，外观类似橘皮。更严重的感染会导致囊疱、水泡以及瘀點，也可能有皮肤坏死。淋巴结可能会肿大，可能会造成淋巴水肿。偶尔还会看到红疹延伸到淋巴结的一道红色条纹。
丹毒可能会出现在皮肤的任何部位，包括面部、手臂、手指、腿和脚趾，但发病最多的部位是肢端。脂肪组织最容易受到感染，面部特别是眼部、耳、面颊皮肤也很容易受到感染。肢端的重复感染可能会导致慢性淋巴结炎。

## 病因
大部分丹毒病例是由化膿性鏈球菌（A族β溶血性链球菌）引起，也有一些病例是由A族以外的β溶血性链球菌引起。易感部位在过去是面部，而现在丹毒多发於腿部。
皮肤小损伤、湿疹、手术刀口以及溃疡可能会使丹毒感染趁虚而入，常由患者鼻道中的链球菌引起。小的抓伤或擦伤後感染进入伤口并扩散会导致毒血症。
丹毒并不会影响皮下组织。丹毒感染部位不会流脓，只会流出血清或浆液。皮下水腫可能会导致外科医生将丹毒误诊为蜂窝性组织炎。

## 诊断
这种病症主要由边缘清晰的红疹和炎症来诊断。利用血培养诊断这种病症是不可靠的，但是可以用来测试敗血症。丹毒必须与带状疱疹、血管性水肿、接触性皮炎以及胸部弥漫性炎性癌区分开。
丹毒可以与蜂窝性组织炎区分，因为丹毒的边缘膨胀凸起，边缘清晰。抗链球菌溶血素O（ASO）滴度在发病後10日左右增高。

## 治疗
根据患病的严重程度，治疗方式包括口服或静脉注射抗生素青黴素、克林黴素或红黴素。虽然病症一两日就能消退，但是皮肤需要数周时间才能恢复正常。
由於存在再次感染的风险，在初次痊愈後有时还要使用预防性抗生素，不过这种方法并不总是奏效，有时即使使用了预防性抗生素还会再次感染。

## 并发症
- 感染通过血流扩散到身体的其他部位（菌血症），如敗血性關節炎和感染性心内膜炎。
- 敗血性休克。
- 感染复发——即使在有预防性抗生素治疗的情况下，丹毒也有18－30%的复发几率。
- 淋巴损伤。
- 坏死性筋膜炎，又称“食肉细菌感染”，如果病情恶化，扩散到深层组织，有致死危险。

## 动物所患的丹毒
主要见於猪等家畜的丹毒是由猪丹毒杆菌（Erysipelothrix rhusiopathiae）引起的猪丹毒，是一种人畜共患病，不过人类因感染此菌所患的相应病症称为类丹毒。